# Kangchendzönga-Südgipfel
Der Kangchendzönga-Südgipfel (englisch Kanchenjunga South) ist ein 8476 m hoher Nebengipfel des Kangchendzönga, des im Himalaya gelegenen und mit 8586 m dritthöchsten Berges der Erde.
Der Gipfel befindet sich an der nepalesisch-indischen Grenze. Ein Berggrat führt nach Norden über den Mittelgipfel zum Hauptgipfel des Kangchendzönga. Nach Osten zweigt ein Berggrat zum Zemu Kang (7730 m) ab. Nach Süden führt der Bergkamm weiter über Hogsback Peak (7379 m) und Talung (7349 m) zum Kabru.
Die Erstbesteigung des Gipfels erfolgte erst im Jahr 1978 – 23 Jahre nach dem ersten gelungenen Aufstieg zum Hauptgipfel – durch die Polen Eugeniusz Chrobak und Wojciech Wróż. 1989 wurde der Berg erstmals ohne Flaschensauerstoff bestiegen.